# Gemma Artertonová
Gemma Christina Artertonová (* 2. února 1986, Gravesend, Kent, Spojené království) je anglická herečka. 

## Mládí
Přišla na svět v Gravesendu v severozápadním Kentu do rodiny svářeče a uklízečky. Narodila se s vrozenou vadou polydaktylií, kdy měla na každé ruce šest prstů. Přebytečné prsty ji byly v dětství chirurgicky odstraněny. Po rozvodu rodičů vyrůstala jen s matkou a mladší sestrou Hannah, která se rovněž věnuje herectví. Po maturitě nastoupila na Královskou akademii dramatického umění v Londýně, kterou absolvovala v roce 2008.

## Profesní kariéra
Ve filmu stejně jako na jevišti debutovala v roce 2007, úspěch jí přinesla role Kelly v komedii ze školního prostředí St. Trinian's. V roce 2008 dostala roli Bond girl agentky Fieldsové v bondovce Quantum of Solace s Danielem Craigem v roli Agenta 007. Při té příležitosti ji společnost Avon angažovala jako reklamní tvář svého nového parfému Bond Girl 007.

## Filmografie

### Film
| Rok  | Název                                              | Role                                | Poznámky              |
| ---- | -------------------------------------------------- | ----------------------------------- | --------------------- |
| 2007 | Holky z naší školky                                | Kelly Jones                         |                       |
| 2008 | Dohoda je dohoda                                   | Frankie Cassidy                     |                       |
| 2008 | RocknRolla                                         | June                                |                       |
| 2008 | Quantum of Solace                                  | Strawberry Fields                   |                       |
| 2009 | Piráti na vlnách                                   | Desiree                             |                       |
| 2009 | Zmizení Alice Creedové                             | Alice Creed                         |                       |
| 2009 | Kolej Sv. Trajána 2: Legenda o zlatu rodu Frittonů | Kelly Jones                         |                       |
| 2010 | Souboj titánů                                      | Íó                                  |                       |
| 2010 | Princ z Persie: Písky času                         | Princess Tamina                     |                       |
| 2010 | Tamara Drewe                                       | Tamara Drewe                        |                       |
| 2010 | Sammyho dobrodružství 3D                           | Shelly                              | dabing anglické verze |
| 2012 | Byzantium                                          | Clara                               |                       |
| 2012 | Song for Marion                                    | Elizabeth                           |                       |
| 2013 | Jeníček a Mařenka: Lovci čarodějnic                | Gretel                              |                       |
| 2013 | Hra na hraně                                       | Rebecca Shafran                     |                       |
| 2014 | Hlasy                                              | Fiona                               |                       |
| 2014 | Gemma Bovery                                       | Gemma Bovery                        |                       |
| 2016 | 100 Streets                                        | Emily                               |                       |
| 2016 | Nejnadanější dívka                                 | Helen Justineau                     |                       |
| 2016 | L'Histoire de l'Amour                              | Alma Mereminski                     |                       |
| 2016 | Sirotek                                            | Tara                                |                       |
| 2016 | Jejich nejlepší hodina a půl                       | Catrin Cole                         |                       |
| 2017 | The Escape                                         | Tara                                |                       |
| 2018 | Vita a Virginia                                    | Vita Sackville-Westová              |                       |
| 2019 | Vražda na jachtě                                   | Grace Ballard                       |                       |
| 2019 | Moje Zoe                                           | Laura Fischer                       |                       |
| 2019 | Jak stvořit dívku                                  | Maria von Trapp                     |                       |
| 2019 | Kosmopes a Turbokočka                              | Cassidy (hlas)                      |                       |
| 2020 | Summerland                                         | Alice Lamb                          |                       |
| 2021 | Kingsman: První mise                               | Pollyanna „Polly“ Wilkins / Galahad |                       |
| 2022 | Úžasný Mauric                                      | Peaches (hlas)                      |                       |
| 2022 | Falešný agent                                      | Alice Archer                        |                       |

### Televize
| Rok  | Název                    | Role             | Poznámky                               |
| ---- | ------------------------ | ---------------- | -------------------------------------- |
| 2007 | Taková jsem byla         | Liza             | televizní film                         |
| 2008 | Lost in Austen           | Elizabeth Bennet | televizní minisérie                    |
| 2008 | Tess z rodu D'Urbervillů | Tess Durbeyfield | televizní minisérie                    |
| 2014 | V čísle 9                | Gerri            | díl: „Tom & Gerri“                     |
| 2016 | Sport Relief 2016        | Jessica Spencer  | díl: „Some Mothers Do 'Ave 'Em“        |
| 2018 | Daleká cesta za domovem  | Clover           | televizní minisérie, dabing            |
| 2018 | Urban Myths              | Marilyn Monroe   | Díl: „Marilyn Monroe and Billy Wilder“ |

### Videoklipy
| Rok  | Umělec | Název  | Režie          |
| ---- | ------ | ------ | -------------- |
| 2016 | Bonobo | Kerala | Dave Bullivant |